# Nízká Lhota
Nízká Lhota (dříve Německá Lhota, německy Deutsch Lhota) je malá vesnice, část obce Kámen v okrese Pelhřimov. Nachází se asi 2 km na severovýchod od Kamene. V roce 2009 zde bylo evidováno 17 adres. V roce 2001 zde trvale žilo 19 obyvatel.
Nízká Lhota je také název katastrálního území o rozloze 3,47 km2. V katastrálním území Nízká Lhota leží i Nový Dvůr.